# راشومون (داستان کوتاه)

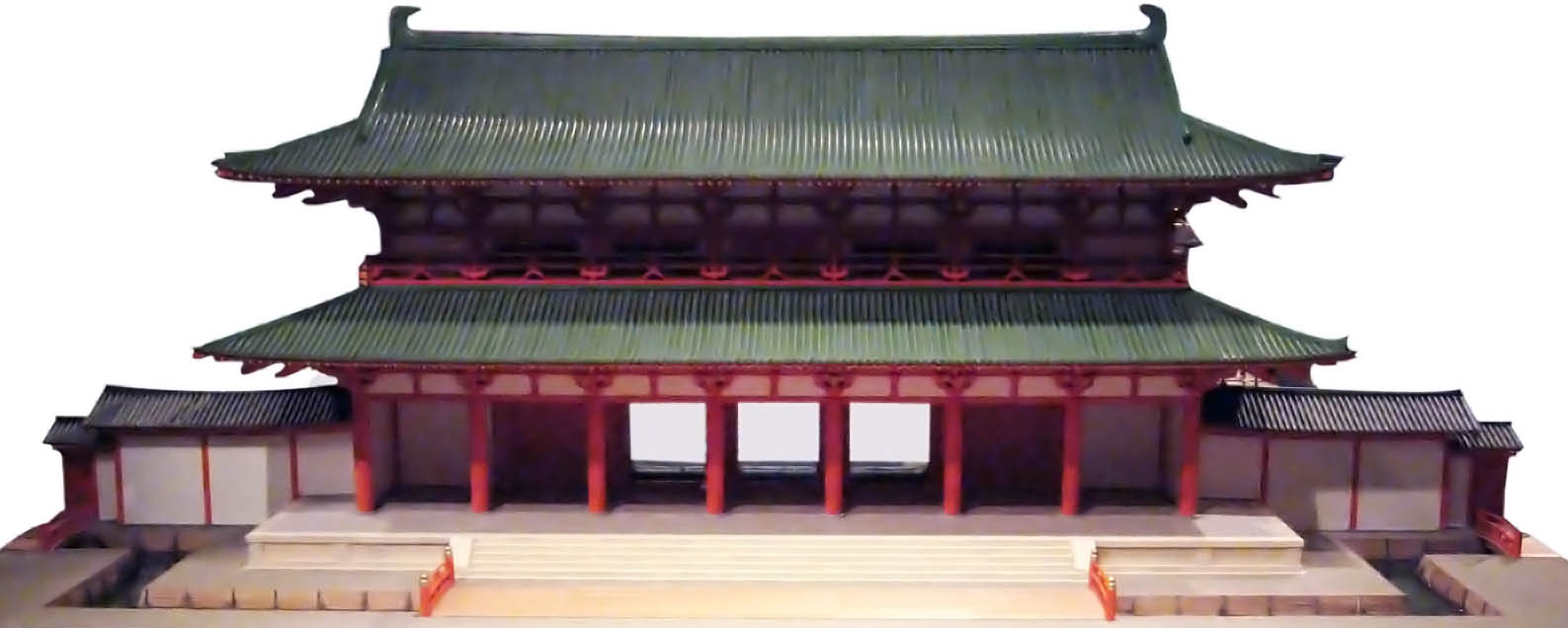
راشومون

«راشومون» (به ژاپنی: 羅生門) داستان کوتاهی از ریونوسوکه آکوتاگاوا نویسنده ژاپنی است.

## اقتباس
این داستان در کنار داستان «در بیشه» یکی از دو داستانی است که در ساخت فیلم راشومون مورد استفاده قرار گرفته است.
همچنین بازخوانی صحنه‌ایِ داستان که‌سا و موریتو از همین مجموعه‌داستان، نمایشی به نام راشومون را پدید آورده است.

## ترجمه‌های فارسی
1. ترجمه دیگری از این داستان نیز در مجموعه داستان ماه عسل آفتابی ترجمه سیمین دانشور موجود است.
2. مجموعه داستان راشومون برگردان: رضا دادویی نشر آدورا شامل داستانهای زیر:

- در بیشه
- راشومون
- آش شلغم
- شهید
- که‌سا و موریتا
- اژدها
- کاپا
- پرده جهنم
- تار عنکبوت
- دماغ
- چرخیده با باد
- سوسانوئو جنگ‌آور پیر